# تخته‌باشی
تخته‌باشی (ترکی آذربایجانی: Taxtabaşı) یک منطقهٔ مسکونی در جمهوری آرتساخ است که در استان شاهومیان واقع شده‌است.